# Armata otomană
Istoria militară a Imperiului Otoman poate fi împărțită în cinci perioade principale.  Epoca fundației se referă la anii dintre 1300 (expediția bizantină) și 1453 (Căderea Constantinopolului), perioada clasică se referă la anii dintre 1451 (încoronarea sultanului Mehmed al II-lea) și 1606 (pacea de la Zsitvatorok), perioada de reformă dintre 1606 și 1826 (desființarea corpului ienicerilor), perioada de modernizare dintre anii 1826 și 1858 și perioada declinului dintre anii 1861 (încoronarea sultanului Abdülaziz) și 1918 (Armistițiul de la Mudros).

## Întemeierea armatei otomane (1300–1453)
Cea mai veche formă de armata otomană a fost o forță de cavalerie nomadă de stepă. Aceasta a fost centralizată de Osman I din triburile turcomane care locuiau în vestul Anatoliei în secolul al XIII-lea.
Acești călăreți au devenit forțe militare neregulate de incursiune folosiți ca trupe de șoc, înarmați cu arme simple cum ar fi arcurile și sulițele. Lor li s-au dat feude numite Timar în teritoriile cucerite, iar mai târziu au fost numiți timarioți. Pe lângă aceste pământuri în plus în timpul campaniilor dobândeau și  avere.
Orhan Gazi a organizat o armată permanentă plătită mai degrabă cu salariu, decât cu pradă sau feude. Infanteria a fost numită și „yaya”, iar cavaleria „müsellem”. Oastea a fost constituită în mare parte din  mercenari străini și doar câțiva turci s-au mulțumit să accepte salarii în loc de feude (timari). Mercenari străini nu au fost obligați să se convertească la islam, atât timp cât ascultau de comandanții lor otomani.

## Perioada clasică (1451-1606)

### Organizare

#### Kapikulu
Aceasta armata regulată a fost comandată și plătită de către mari latifundiari care au câștigat putere și au devenit un fel de clasă nobilă. Mercenarii au devenit un instrument de creștere a puterii acestora de a predominanță asupra sultanului, care pur si simplu nu ar putea permite să angajeze mercenari atât de mulți care să fie mai numeroși decât nobilii săi. Prin urmare, în mijlocul secolului al XIV-lea Murad I și-a construit propria sa armată de sclavi numită „Kapikulu”. Forța nouă s-a fost bazată pe dreptul sultanului la o cincime din prada de război, pe care el a interpretat-o valabil inclusiv referitor la prizonierii luați în luptă. Sclavii captivi s-au convertit la islam și s-au antrenat în serviciul personal al sultanului.
Ramura cea mai faimoasă a Kapikulu au fost Corpul ieniceri, care au fost recrutați și din  rândul băieților creștini pe baza taxei devșirme impus teritoriilor cucerite, dar au existat de asemenea, mai multe tipuri de alte trupe, cum ar fi Corpul halebardierilor (Baltaci). Numărul lor a crescut rapid și această forță a devenit cel mai important element al armatei otomane. În scopul de a crește numărul trupei, Murad al II-lea a dezvoltat dările umanee numite devșirme,  sistem de recrutare forțată a copiilor creștini din imperiu sub formă de taxe. Murad a folosit puterea ienicerilor și s-a folosit de ei împotriva nobilimii, forțându-i să plătească taxe sau cu teren, astfel ca Trezoreria astfel putea obține banii de care avea nevoie pentru a menține armata Kapikulu.

##### Ienicerii

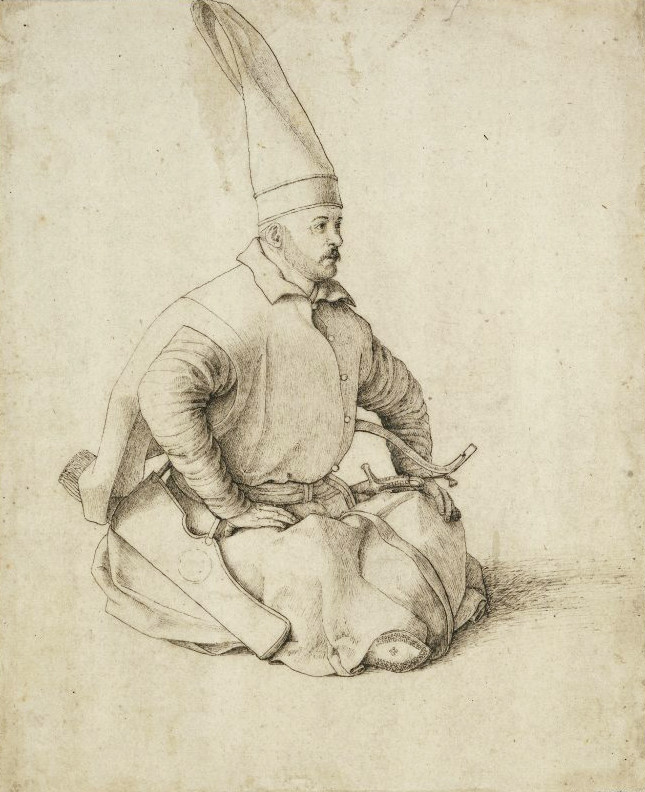
Ienicer schiță a lui Gentile Bellini (1429–1507) care a pictat și faimosul portret al sultanului Mahomed al II-lea

Ienicerii erau soldații corpului de elită al vechii infanterii turcești, recrutat la început dintre prizonierii de război, iar mai târziu dintre copiii turciți ai populațiilor creștine.
Ienicerii formau unități de infanterie care erau trupele proprii și de gardă ale sultanului.
Originea acestui corp de armată datează din secolul al 14-lea, și a fost desființat peste patru secole de sultanul Mahomed al II-lea în 1826.
Primele unități ieniceri erau formate din prizonieri de război și sclavi. După 1380 sultanul Mehmed I Celebi a completat rândurile lor cu copii creștini provenind din  dările devșirme, la început  luați la întâmplare, apoi prin selecție strictă pentru a fi instruiți.
Inițial, erau favorizați copii greci și albanezi între vârsta de șapte la paisprezece ani alegând unul din cinci băieți, dar  numărul lor putea fi modificat în funcție de necesarul de soldați. Sistemul de dări s-a extins și asupra sârbilor, bosniacilor și mai târziu se recrutau copii și din Ucraina și  sudul Rusiei. Există mărturii scrise că mamele urmăreau zile la rând căruțele care le luau copii.
În corpul ienicerilor s-au acceptat și persoane din afara devșirmeh-ului din timpul domniei sultanului Murad al III-lea (1546-1595),  devșirmeh-ul fiind oprit complet în secolul al 17-lea. După această perioadă în corpul ienicerilor au fost înrolați numai voluntari.
Ienicerii aparțineau sultanului, purtând titlul de "kapikulu" (Păzitori ai Porții), unitatea fiind considerată familia lor, iar sultanul  tatăl lor de facto.
Numai cei care se dovedeau suficient de puternici câștigau rangul de ieniceri la vârsta de douăzeci și patru sau douăzeci și cinci de ani. Regimentul moștenea proprietatea ienicerilor morți, astfel acumulându-se averi fabuloase.
Trupele de ieniceri a fost semnificativi din multe puncte de vedere. Ienicerii purtau uniformă, erau plătiți cu soldă ca soldații, mărșăluiau pe o muzică distinctivă mehter, similar[ cu muzica modernă de fanfară. Toate aceste caracteristici îi diferențiau pe ieniceri față de marea majoritate a militarilor contemporani.
Otomanii au fost una dintre primele state care a menținut armată permanentă în Europa după prăbușirea Imperiului Roman.
Ienicerii au fost asemuiți Gardei Pretoriene romane și în armatele creștine din vremea lor nu aveau niciun echivalent, feudalii creștini alcătuiau armate doar pe timp de război.
Regimentul de ieniceri era efectiv familia ienicerului. Ei locuiau în barăci și pe timp de pace serveau ca polițiști sau pompieri.
Trupele de ieniceri a fost, de asemenea, diferit prin plata regulată a soldei și pe timp de pace
practica contemporană fiind plata trupelor doar pe timp de război.
Ienicerii erau plătiți trimestrial și însuși sultanul, după autorizarea plății salariilor, îmbrăcat ca un ienicer, vizita barăcile și își primea solda ca un soldat regulat al primei divizii 
Forța de ieniceri a devenit deosebit de importantă atunci, când infanteristul înarmat cu armă de foc s-au dovedit mai eficace decât cavaleria echipată cu sabie și suliță.  
Ienicerii adoptat de armele de foc foarte devreme, începând cu secolul al 15-lea. Prin secolul al 16-lea, principala armă a ienicerilor era pușca. Ienicerii foloseau la scară largă, grenadele și tunuri ușoare.
Trupele auxiliare de sprijin ale ienicerilor îi deosebea de asemenea de contemporanii lor. 
Războiul plătit al ienicerilor era o mașină de luptă bine organizată.  
Armata otomană a avut un corp pentru a pregăti drumul, un corp pentru a ridica corturile înainte ca trupele să ajungă și un corp pentru a coace pâine. Cebecii cărau și distribuiai armele și munițiile. Trupele de ieniceri au avut propriile lor unități sanitare care foloseau chirurgi musulmani și evrei, care călătoreau cu corpul ienicerilor în timpul campaniilor militare. Acestea au stabilit organizat metode de a trece răniți și bolnavii în spatele liniilor în spitale mobile.
Aceste diferențe, împreună cu rezultatele corpului de ieniceri obținute în război i-au făcut pe ieniceri subiect de interes și de studiu al străinilor contemporani. Deși în cele din urmă conceptul de armată modernă încorporează și depășește mai multe caracteristici distinctive ale corpurilor de ieniceri, iar Imperiul Otoman dizolvat trupele de ieniceri, în mintea occidentului ienicerii rămân una din cele mai pregnante simboluri ale otomanilor.

##### Cavaleria

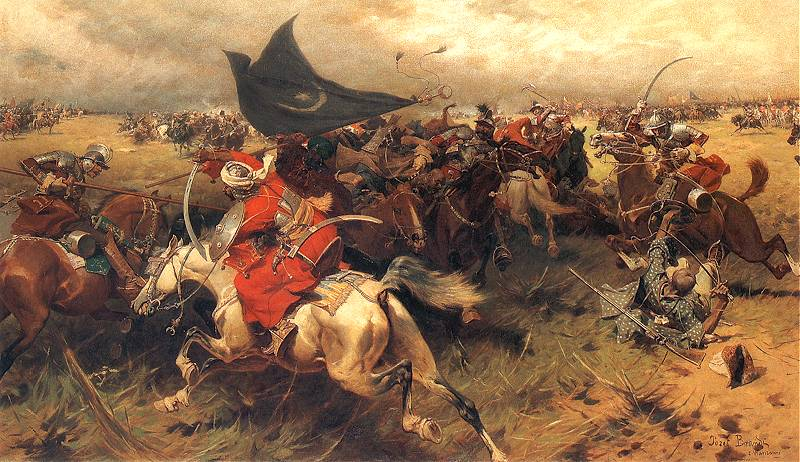
Spahi în bătălie purtând steagul cu Semilună (pictură de Józef Brandt).

Cavaleria (Kapıkulu Süvarileri Ocağı) era formată din mai multe corpuri, cel mai important corp din cele șase existente fiind spahii, o forță de elită călare.
Un alt corp de cavalerie numită Akinci aveau rolul de cercetași, făceau incursiuni în teritoriul inamic și făceau jafuri înainte de sosirea armatei regulate.
Corpul de spahii au fost fondat în timpul domniei lui Murad I. Deși inițial au fost recrutați ca și ienicerii folosind sistemul de dări umane devșirme, sultanul Mehmed al II-lea a impus selectarea spahiilor doar din rândul etnicilor turci care erau proprietari de pământ în interiorul granițelor imperiale. Corpul de spahii a devenit Spahiilor în cele din urmă cel mai mare din cele șase divizii de cavalerie otomane, fiind omologul călare al ienicerilor, care luptau pe jos. Printre obligațiile spahiilor era și să călărească alături de sultan la parade și ca gardă de corp.

## Armele și echipamentul armatei otomane
La început armata avea un sistem eterogen. Unitățile iregulare mari, slab pregătite, care nu erau suficient de disciplinate aveau rolul de a ocupa atenția marii părți a dușmanului, forța hotărâtoare fiind dată de unitățile de elită: ienicerii și spahii prezentați mai sus.
Ienicerii la început foloseau arcuri. La mijlocul secolului al XIV-lea în armata turcă au apărut armele de foc: pușca și tunul, dar ienicerii și-au păstrat încă multă vreme arcurile. Pușca nu a devenit dintr-o dată stăpâna bătăliilor, pentru că la început nu avea precizie corespunzătoare, încărcarea era greoaie, distanța de eficacitate mică. S-a adoptat însă repede, pentru că zgomotul care însoțea fiecare foc avea efect de teroare asupra dușmanului față de săgeata care zbura fără zgomot.
Muschetele erau folosite erau folosite în soldați ordonați în șiruri compacte pentru a se obține un efect mai mare.
Armele principale pentru lupta de aproape erau sulițele care ofereau protecție bună și contra cavaleriei, iar unitățile de elită le foloseau eficient.
Armata otomană nu folosea săbii drepte de tip european (sabie, spadă, paloș) ci arme curbate din orient: iatagan, simsir.
Cavaleria grea era formată din călăreții kapikulu care formau garda sultanului, dar în armata se folosea în principal cavaleria ușoară care de obicei nu folosea armură care să le îngreuneze mișcarea, eventual cămașă din zale și coif.
În timpul dominiei lui Soliman I infanteria a fost aproape complet înarmată cu arme de foc. Motivul acestui fapt a fost tactica aplicată: infanteria și artileria slăbea inamicul cu foc, după care se năpustea cavaleria urmată de ieniceri și trupele iregulare. Acest mecanism adesea era eficient, dar făcea armata otomană o armată învechită și slabă. 
În primul rând cavaleria putea fi trimisă în luptă decisivă doar în condiții bune de teren și vizibilitate. Pe teren impracticabil era necesară folosirea infanteriei, dar pentru acest lucru infanteria otomană (exceptând ienicerii) nu au primit pregătirea necesară.  Infanteria europeană aplicând diferite tactici putea să oprească atacul cavaleriei otomane, astfel că din nou era necesară infanteria, dar corpul de ieniceri datorită numărului insuficient nu era întotdeauna în stare să rezolve problema. 
Turcii datorită jafurilor în lupte au capturat multe tipuri de arme de foc(puști, muschete, flinte, pistoale etc.), foarte heterogene, care aveau fiecare altă valoare în luptă.
Industria de armament a turcilor era destul de slab dezvoltată, pe când armele de foc ale europenilor erau în permanentă dezvoltare, astfel că în secolul al XVIII-lea dispuneau de muschete precise cu cadență de tragere mare cu care provocau distrugeri mari între infanteriștii turci cu echipament ușor.